# Heráclides de Siracusa (almirante)
Heráclides (en griego antiguo: Ἡρακλείδης) fue un siracusano que ocupó el mando principal de las fuerzas mercenarias bajo Dionisio II de Siracusa.
Tenemos poca información sobre las causas que llevaron a su exilio de Siracusa, pero se puede deducir, de una expresión de Plutarco, que se sospechaba que conspiraba con Dión de Siracusa y otros para derrocar a Dionisio: y parece claro que debió huir de Siracusa al mismo tiempo que Dion y el hijo de Dion, Megacles, o poco después.
Habiéndose unido a los otros exiliados en el Peloponeso, colaboró con Dión en los preparativos para el derrocamiento de Dionisio y la liberación de Siracusa, pero no le acompañó cuando realmente zarpó, sino que se quedó en el Peloponeso para reunir una fuerza mayor tanto de barcos como de soldados. Según el historiador Diodoro Sículo, su partida se retrasó durante algún tiempo debido al mal tiempo; pero Plutarco (cuyo relato es desfavorable para Heráclides) atribuye el retraso a sus envidias hacia Dión. Sin embargo, es cierto que finalmente se unió a éste en Siracusa, con una fuerza de 20 trirremes y 1.500 soldados fuertemente armados. Fue recibido con aplausos por los siracusanos, que inmediatamente le proclamaron comandante en jefe de sus fuerzas navales, un nombramiento que fue rechazado por Dión como una infracción de la autoridad suprema que ya se le había confiado a él mismo; pero habiendo revocado el pueblo su decreto, él mismo restituyóa Heráclides de su propia autoridad.
Dionisio estaba en ese momento encerrado en la isla ciudadela de Ortigia, y dependía principalmente para sus suministros del dominio del mar. Filisto se acercó ahora en su ayuda con una flota de 60 trirremes, pero Heráclides le hizo frente con una fuerza casi igual a la suya; y tras un duro combate, fue totalmente derrotado. El propio Filisteo cayó en manos de los siracusanos, que le dieron muerte; y Dionisio, casi desesperado por el éxito, abandonó poco después Siracusa, dejando a Apolócrates a cargo de la ciudadela en el 356 a. C. El distinguido papel que Heráclides había desempeñado en estos éxitos le llevó a disputar con Dión la posición de líder en los que quedaban por conseguir, y sus pretensiones fueron apoyadas por un gran grupo entre los propios siracusanos, que se dice que sentían menos recelo por su intento de poseer el poder soberano que los que sentían por Dión.
Desgraciadamente, nuestro conocimiento de las posteriores disputas y desacuerdos entre los dos líderes procede casi en su totalidad de Plutarco; y su manifiesta parcialidad hacia Dión hace que sus afirmaciones sobre su rival sean muy sospechosas. Heráclides triunfó al principio; veinticinco generales, de los que él era uno, fueron nombrados para asumir el mando, y Dión se retiró disgustado, acompañado por las tropas mercenarias a su sueldo, a Leontini. Pero la mala gestión de los nuevos generales y las ventajas obtenidas por Hipsio, que había llegado a la ciudadela con un gran refuerzo, pronto obligaron a los siracusanos a recurrir una vez más a Dion.
Heráclides había quedado incapacitado por una herida, pero no sólo se unió al envío de mensajes a Dión, implorando su ayuda, sino que inmediatamente después de su llegada se puso en su poder, y pidió perdón. Dión se lo concedió de inmediato y, a propuesta del propio Heráclides, le restituyó en su cargo de autocrátor general y, a cambio, le otorgó de nuevo el mando único por mar. Sin embargo, la reconciliación distaba mucho de ser sincera: Heráclides, si creemos los relatos de sus enemigos, se retiró, con la flota bajo su mando, a Mesana, e incluso entabló negociaciones con Dionisio: pero fue inducido de nuevo a someterse a Dión, quien (en contra, se dice, del consejo de todos sus amigos) le perdonó la vida y le devolvió el favor. Pero cuando la marcha de Apolócrates dejó a Dión como único señor de Siracusa en el año 354 a. C., no dudó en eliminar a su rival, al que consideraba el principal obstáculo para sus ambiciosos planes; y bajo el pretexto de que Heráclides estaba intrigando de nuevo contra él, lo hizo matar en su propia casa por una banda de hombres armados.
La popularidad de Heráclides era tan grande, y el dolor y la indignación de los siracusanos, al enterarse de su muerte, estallaron con tanta violencia, que Dión se vio obligado a honrarlo con un espléndido funeral, y a hacer una oración pública como expiación de su crimen.